# Ferdinand Deycks
Ferdinand Deycks (* 22. November 1802 in Burg an der Wupper; † 18. Dezember 1867 in Münster in Westfalen) war ein deutscher Klassischer Philologe.

## Leben
Deycks wurde als Sohn eines Juristen geboren, der ihm eine erste wissenschaftliche Ausbildung vermittelte.
Er besuchte das Gymnasium zu Düsseldorf und ging 1820 an die Universität Bonn, wo er bei Christian August Brandis, Barthold Georg Niebuhr, Karl Friedrich Heinrich, August Ferdinand Naeke und Friedrich Gottlieb Welcker Philologie und Geschichte studierte. 1823 wechselte er für ein Jahr nach Berlin, wo ihn August Boeckh, Friedrich August Wolf und Friedrich Schleiermacher prägten. Nach seiner Rückkehr in Bonn wurde er 1827 mit einer Dissertation über die Philosophenschule der Megariker promoviert.
Nach dem Studium arbeitete Deycks als Collaborator am Düsseldorfer Gymnasium und ab 1828 als Gymnasiallehrer in Koblenz. Hier wurde er zum Oberlehrer und Gymnasialprofessor ernannt. Er verfasste mehrere Programmschriften und Aufsätze zu altertumswissenschaftlichen und zeitgenössisch-literarischen Themen. Nach einer einjährigen Italienreise (1842–1843) wurde er 1843 an die Theologische und Pädagogische Akademie Münster berufen, wo er bis an sein Lebensende blieb. Ab 1845 war Deycks neben Hermann Ludwig Nadermann zweiter Direktor des Philologischen Seminars. Nach Nadermanns Ausscheiden stieg er 1853 zum ersten Direktor auf.
Deycks korrespondierte mit Robert Schumann und schrieb einige Artikel für dessen Neue Zeitschrift für Musik.

## Werke
- Erinnerungen aus dem Leben der Brüder Vincenz und Rütger Deycks, aufgezeichnet für die Angehörigen und Freunde, im Sommer 1850. Regensberg, Münster 1851. Digitalisat